# Teresa Ribera
Teresa Ribera Rodríguez (ur. 19 maja 1969 w Madrycie) – hiszpańska prawniczka, urzędnik państwowy, polityk i nauczyciel akademicki, w latach 2008–2011 sekretarz stanu, od 2018 do 2024 minister, w latach 2020–2024 również wicepremier, od 2024 wiceprzewodnicząca Komisji Europejskiej ds. czystej, sprawiedliwej i konkurencyjnej transformacji.

## Życiorys
Ukończyła studia prawnicze na Uniwersytecie Complutense w Madrycie. Kształciła się też w zakresie prawa konstytucyjnego i nauk politycznych w rządowej instytucji Centro de Estudios Políticos y Constitucionales. Dołączyła do korpusu urzędniczego Cuerpo Superior de Administradores Civiles del Estado. Obejmowała różne stanowiska w administracji rządowej, była m.in. doradcą technicznym w gabinecie podsekretarza stanu ds. środowiska. W późniejszym czasie do 2008 jako dyrektor generalny kierowała rządowym biurem do spraw zmian klimatu. Zajęła się także działalnością akademicką jako wykładowczyni Universidad Autónoma de Madrid.
W latach 2008–2011 pełniła funkcję sekretarza stanu do spraw zmian klimatu w rządzie, którym kierował José Luis Zapatero. Dołączyła później do zespołu IDDRI, paryskiego instytutu badawczego zajmującego się zrównoważonym rozwojem i stosunkami międzynarodowymi. W 2014 objęła stanowisko dyrektora tego instytutu. Powoływana również w skład rad dyrektorów różnych instytucji, m.in. Stockholm Environment Institute. Została też przewodniczącą rady doradczej Momentum for Change, inicjatywy związanej z UNFCCC. W latach 2014–2016 wchodziła w skład rady doradczej do spraw klimatu przy Światowym Forum Ekonomicznym. W 2015 dołączyła do zespołu Hiszpańskiej Socjalistycznej Partii Robotniczej (PSOE) opracowującego program wyborczy tego ugrupowania.
W czerwcu 2018 objęła stanowisko ministra do spraw ekologii w nowo powołanym rządzie Pedra Sáncheza. W styczniu 2020 została czwartym wicepremierem oraz ministrem do spraw ekologii i demografii w drugim gabinecie dotychczasowego premiera. W lipcu 2021 w tym samym rządzie awansowana na trzeciego wicepremiera. Oba zajmowane stanowiska rządowe utrzymała w powołanym w listopadzie 2023 trzecim rządzie lidera socjalistów.
W wyborach w kwietniu 2019, listopadzie 2019 i 2023 z listy PSOE uzyskiwała mandat posłanki do Kongresu Deputowanych. W 2024 została wybrana do Parlamentu Europejskiego X kadencji, będąc wówczas liderką listy wyborczej socjalistów; zrezygnowała jednak z objęcia mandatu.
W tym samym roku została wskazana jako hiszpański kandydat na członka nowej Komisji Europejskiej. W listopadzie 2024 odeszła z zajmowanych funkcji rządowych. W tym samym miesiącu dołączyła do nowej KE kierowanej przez Ursulę von der Leyen (z kadencją od 1 grudnia 2024) jako wiceprzewodnicząca wykonawcza ds. czystej, sprawiedliwej i konkurencyjnej transformacji.